# Кшчонув (Малопольське воєводство)
Кшчонув (пол. Krzczonów) — село в Польщі, у гміні Токарня Мисленицького повіту Малопольського воєводства.
Населення — 2227 осіб (2011).
У 1975-1998 роках село належало до Краківського воєводства.

## Демографія
Демографічна структура станом на 31 березня 2011 року:
|          | Загалом | Допрацездатний вік | Працездатний вік | Постпрацездатний вік |
| -------- | ------- | ------------------ | ---------------- | -------------------- |
| Чоловіки | 1122    | 278                | 759              | 85                   |
| Жінки    | 1105    | 311                | 633              | 161                  |
| Разом    | 2227    | 589                | 1392             | 246                  |